# Ірма Мей
Ірма Мей — була польським соціальним реформатором і гуманітарієм, прагнула показати в Північній Америці тяжке становище східноєвропейських євреїв у 1920-х роках.

## Життєпис
Ірма Вайценкорн, пізніше відома як Ірма Мей, народилась у Львові 10 червня 1899 року. Вона подорожувала до Сполучених Штатів у 1920 році. Через деякий час після її прибуття її нареченого вбили в Україні під час виконання гуманітарної роботи. Мей почала працювати над оприлюдненням проблем, з якими стикаються євреї у Східній Європі, де вони зіткнулися з посиленням антисемітизму після економічного спаду того періоду. Її перше публічне звернення відбулося в Колумбійському університеті 16 грудня 1920 року разом із рабином Стівеном Вайзом. У результаті Комітет допомоги Колумбійського університету створив комітет для збору грошей для східноєвропейських євреїв, яким було відмовлено в освіті.
Мей кілька разів поверталася до Східної Європи, для того, щоб дослідити вплив на єврейське населення регіону. Після візиту до Бресту, Білорусь, у 1920 році, вона сказала, що «сотні змушених жителів живуть у підвалах, передпокоях і алеях старих синагог, вони туляться разом, як дикі звірі, двадцять і тридцять в одній кімнаті», додавши, що це нагадує «пекло на землі». У 1926 році вона за три місяці об'їхала територію, звітуючи на переговорах перед Об'єднаною єврейською кампанією в Нью-Йорку. Інші переговори були проведені в рамках кампанії, включаючи подію того ж року в Монреалі, Канада, 5 травня. Її виступи зібрали великі суми грошей, лише в Нью-Йорку було зібрано 3,7 мільйона доларів.